# Sve-trans-nonaprenil difosfat sintaza (geranilgeranil-difosfat specifična)
Sve-trans-nonaprenil difosfat sintaza (geranilgeranil-difosfat specifična) (EC 2.5.1.85, nonaprenil difosfatna sintaza, solanezil difosfatna sintaza, At-SPS2, At-SPS1, SPS1, SPS2) je enzim sa sistematskim imenom geranilgeranil-difosfat:izopentenil-difosfat transtransferaza (dodaje 5 izopentenilnih jedinica). Ovaj enzim katalizuje sledeću hemijsku reakciju
geranilgeranil difosfat + 5 izopentenil difosfat {\displaystyle \rightleftharpoons } 5 difosfat + sve-trans-nonaprenil difosfat
Geranilgeranil difosfat je preferentni supstrat.

## Literatura
- Nicholas C. Price; Lewis Stevens (1999). Fundamentals of Enzymology: The Cell and Molecular Biology of Catalytic Proteins (Third изд.). USA: Oxford University Press. ISBN 019850229X.
- Eric J. Toone (2006). Advances in Enzymology and Related Areas of Molecular Biology, Protein Evolution (Volume 75 изд.). Wiley-Interscience. ISBN 0471205036.
- Branden C; Tooze J. Introduction to Protein Structure. New York, NY: Garland Publishing. ISBN 0-8153-2305-0.
- Irwin H. Segel. Enzyme Kinetics: Behavior and Analysis of Rapid Equilibrium and Steady-State Enzyme Systems (Book 44 изд.). Wiley Classics Library. ISBN 0471303097.

## Spoljašnje veze
- All-trans-nonaprenyl+diphosphate+synthase+(geranylgeranyl-diphosphate+specific) на 